# مرورکردن

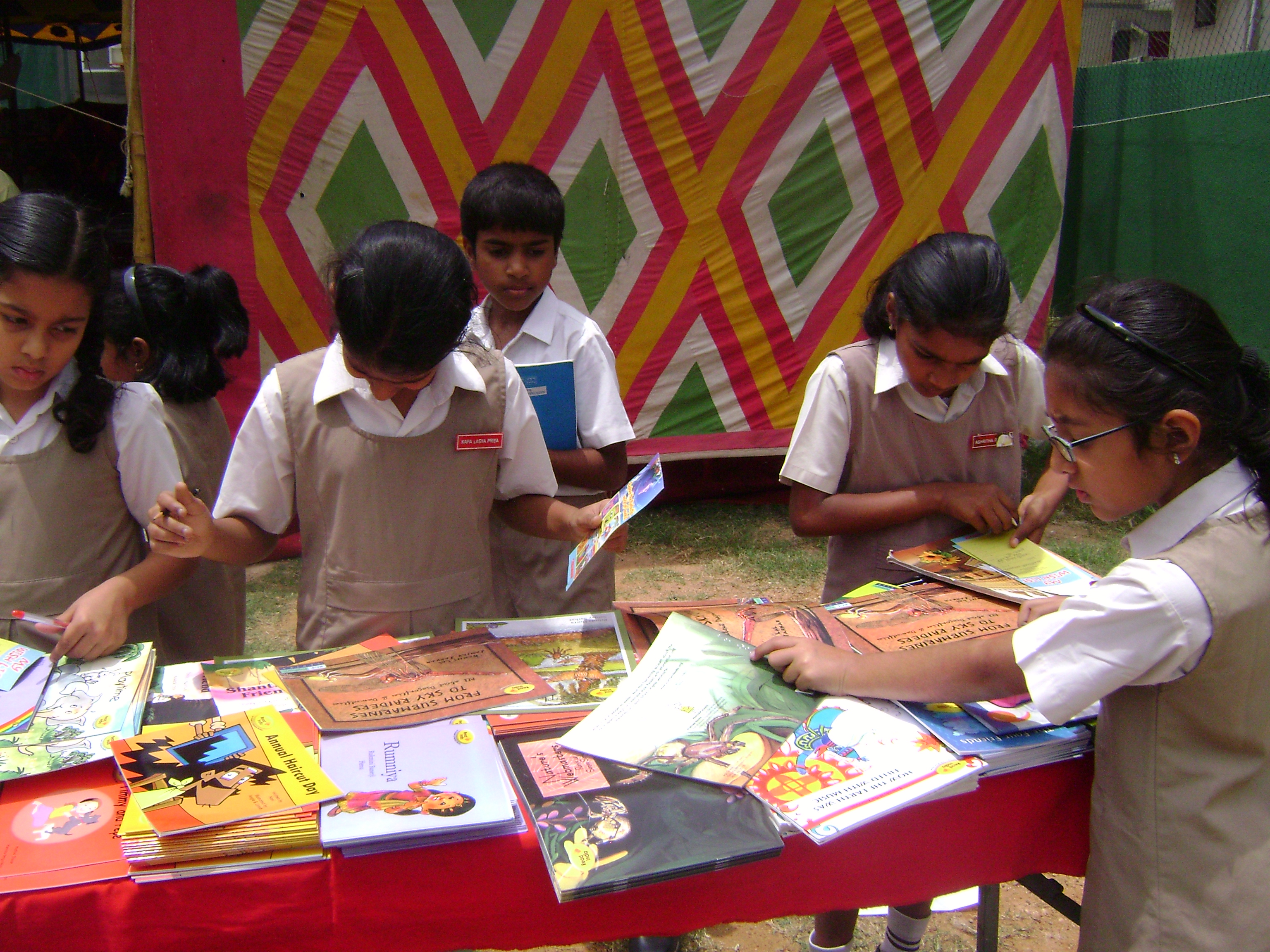
مرتبط

مرورکردن (به انگلیسی: browsing) نوعی راهبرد برای «جهت‌دهی» است. تصور می‌شود که اگر از این راهبرد استفاده شود، می‌توان چیز مرتبطی را برای اندامگان مورد مرور شناسایی کرد. اما براوزینگ (یا چریدن) در مورد انسان، یک استعاره است که از دنیای حیوانات گرفته شده‌است. انسان‌ها ممکن است مثلاً قفسه‌های باز در کتابخانه را مرور کند، مغازه‌گردی کنند، یا پایگاه داده یا اینترنت را مرور کنند.
در علوم کتاب‌داری و اطلاع‌رسانی، مرورکردن هم از لحاظ نظری خالص و هم از لحاظ علوم عملی موضوع مهمی است، زیرا در زمینه طراحی واسط‌هایی که از فعالیت‌های مرورکردن برای کاربر پشتیبانی می‌کنند، کمک کننده است.

## تعریف
هیورلند در سال ۲۰۱۱ این تعریف را برای مرورکردن ارائه داد: "مرورکردن یک معاینه یا بازرسی سریع دربارهٔ ارتباط تعدادی شیء است، و در نتیجه مرورکردن ممکن است (یا نیست) که به به معاینه دقیق‌تری (از تعدادی) از این اشیای انتخابی یا اکتسابی برسیم. مرورکردن نوعی راهبرد جهت‌دهی است که توسط «نظریه‌ها»، «انتظارات»، و «ذهنیت‌ها» ما شکل می‌گیرد».